# Euxoa ruris
Euxoa ruris là một loài bướm đêm trong họ Noctuidae.